# Georgetown (Nouvelle-Zélande)
Pour les articles homonymes, voir Georgetown.
Georgetown est une banlieue de la cité d’ Invercargill, qui est la ville la plus au sud dans l’Île du Sud de la Nouvelle-Zélande.

## Population
Sa population était de 2 286 habitants selon le recensement de 2013 en Nouvelle-Zélande. 
Elle était en augmentation de 54 personnes depuis le recensement de 2006.